# 希伯登氏結節
希伯登氏結節（英語：Heberden's nodes）是指遠端指關節（最靠近手指和腳趾末端的關節，DIP）出現的硬的或骨性腫脹。 它是骨關節炎的體徵，是關節反覆損傷造成軟骨受損後，進一步使關節產生骨刺（鈣化增生）。
希伯登氏結節，通常在中年後出現，開始時患病關節可能有慢性腫脹或是突發的紅腫且手的靈巧度下降。最初的發炎和疼痛最終會消失，但留下永久的關節腫大，且這通常會使指尖偏向一邊。可能同時出現布夏氏結節；這是發生在近端指關節（手指中間的關節，PIP）的相似問題且也與骨關節炎有關。
希伯登氏結節較常在女性發生，且可能有遺傳偏向。
這是以威廉·赫伯登（William Heberden，1710年–1801年）之名命名。

## 外部連結
- Diagram of Heberden's and Bouchard's nodes （页面存档备份，存于） at WebMD（英语：WebMD）